# Flugwindkraftwerk
Ein Flugwindkraftwerk, Höhenwindkraftwerk oder Drachenkraftwerk (engl. AWES, airborne wind energy system) ist eine Windkraftanlage, die die Windenergie durch den Einsatz aerodynamischer oder aerostatischer Auftriebsvorrichtungen nutzt. Die elektrische Energie wird dabei entweder durch mechanische Bewegungsübertragung mit Generatoren am Boden gewonnen oder mit Generatoren in der Luft. Die fliegenden Komponenten dieser Systeme sind durch ein oder mehrere Halteseile am Boden verankert. Die AWE-Technologie ist in der Lage, die starken und stetigen Höhenwinde abzuernten, im Gegensatz zu Windkraftanlagen, die einen auf einem Turm oder Mast montierten Rotor verwenden und schwächere bodennahe Winde nutzen.
Das bisher leistungsfähigste Modell von Makani hatte 600 kW Nennleistung und gab in Testflügen elektrische Energie ab.
Als Vorteil wird die Belastung der Haltestruktur auf Zug statt auf Druck und Biegung angegeben, so dass der Materialaufwand bei gleicher Ausgangsleistung geringer ausfällt als bei konventionellen Windkraftanlagen. Problematisch sind Start und Landung der Flugwindkraftwerke.

## Potenzial
Konventionelle Windkraftanlagen sind durch die Nabenhöhe der Windkraftanlage und den Rotordurchmesser auf die Nutzung des bodennahen Windes beschränkt. Die im Jahr 2022 existierenden konventionellen Windkraftwerke können Winde bis rund 260 Meter über dem Boden nutzen. Oberhalb dieser Höhe steigt die durchschnittliche Windgeschwindigkeit und Stetigkeit nur noch langsam mit der Höhe, aber die nutzbare Windleistung steigt mit der dritten Potenz der Windgeschwindigkeit.
Der dauerhafte Wind in größeren Höhen bedeutet auch höhere Auslastung der Windkraftanlagen. So erreicht der Kapazitätsfaktor konventioneller Windenergieanlagen an guten Standorten kaum 45 %, während Proponenten der Höhenwindkraft bis zu 80 % Auslastung in Aussicht stellen. Höhenwindkraftwerke könnten auch an für konventionelle Windkraftwerke ungeeigneten Standorten, etwa im windschwachen Binnenland betrieben werden.
Höher ist aber auch das Gefährdungspotenzial, sowohl für das Flugwesen als auch für die Fläche unter dem Operationsgebiet.

## Konstruktionsprinzipien
Zur Erreichung der Höhenwinde ist ein Flugwindkraftwerk im Gegensatz zu konventionellen Windkraftanlagen nicht auf einem Turm oder Mast befestigt, sondern wird lediglich von Seilen gehalten. Das Flugwindkraftwerk schwebt – entweder, weil es leichter als Luft ist, oder indem es aerodynamischen Auftrieb erzeugt. Es ergeben sich folgende konstruktive Möglichkeiten:
- Ballonartige, mit leichten Gasen gefüllte Flugwindkraftwerke wären leichter als Luft, würden also ohne dynamischen Auftrieb schweben. Ein Beispiel für ein solches Konzept ist ein quer im Wind schwebender zylinderförmiger, um die Längsachse drehbar gelagerter Ballon, der sich dank an der Längsseite angebrachter gewölbter Lamellen ähnlich wie ein Anemometer oder ein Savoniusrotor dreht und Generatoren an den Seiten antreibt.[7]
- Flugwindkraftwerke, die schwerer als Luft sind, wandeln einen Teil der Windenergie in dynamischen Auftrieb um, der sie in der Luft hält. Sie benötigen einen Flügel oder ein Drachensegel sowie Steuerflächen (Leitwerk). Diese Systeme stellen einen erheblich höheren Anspruch an die Steuerung dar, da ein Steuerungsfehler zum Absturz führen könnte.

## Konstruktive Unterschiede zu konventionellen Windkraftwerken

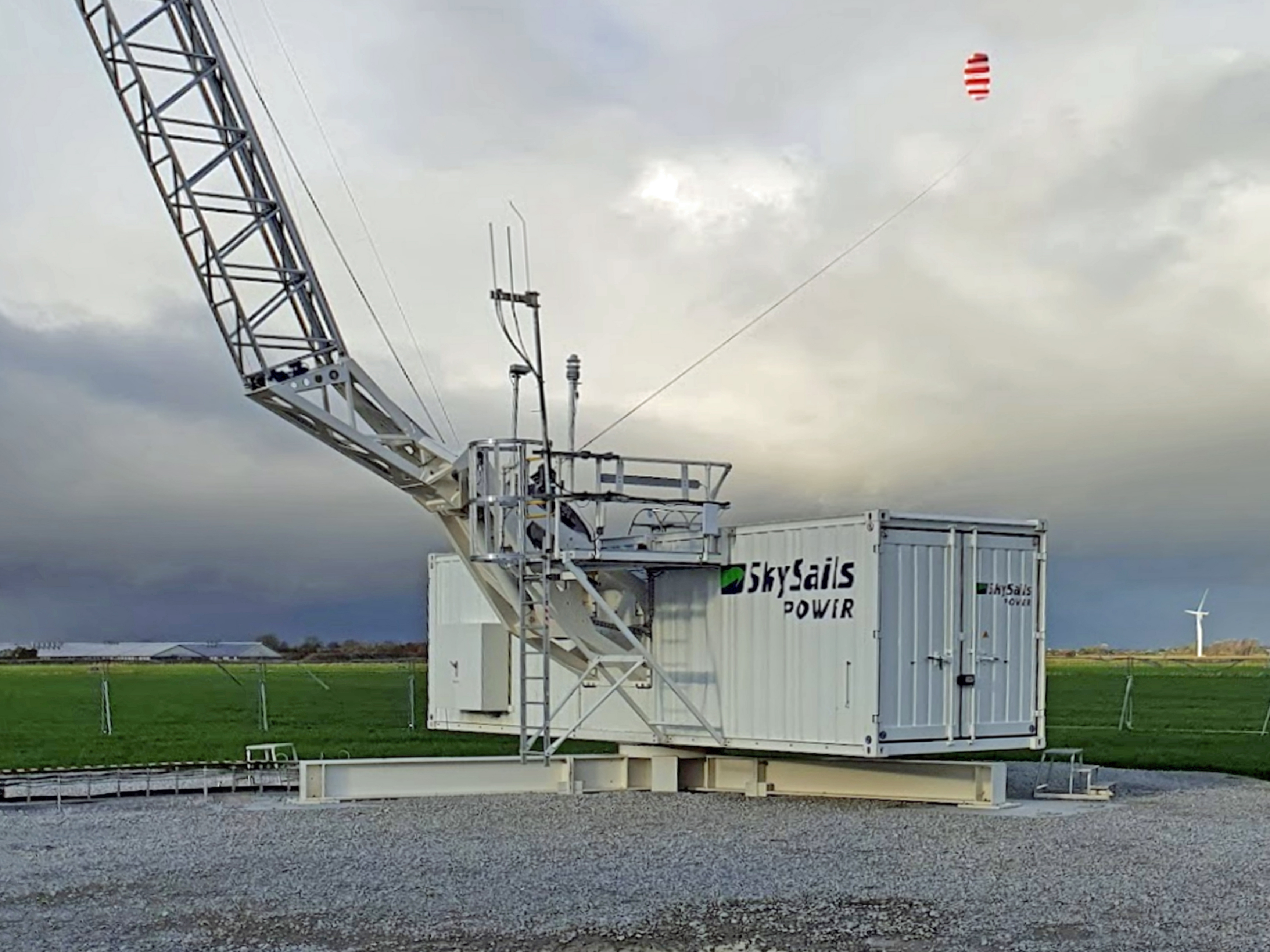
Prototyp des SKS PN-14 Flugwindkraftwerks von SkySails in Klixbüll, November 2021

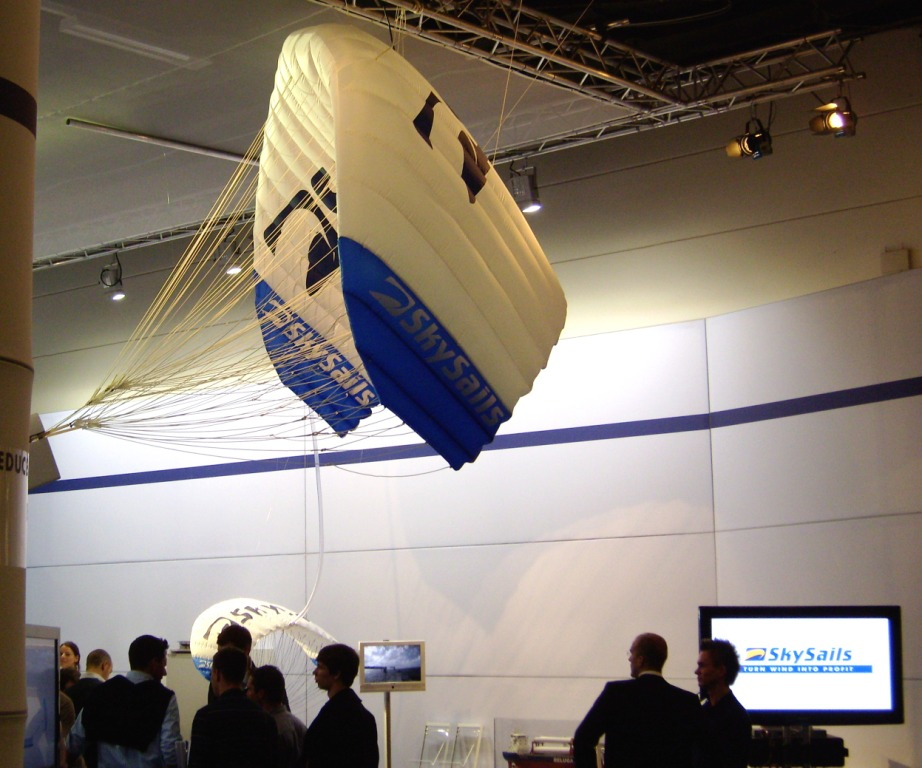
Prototyp eines SkySails-Drachens, 2008

### Bauart und Materialien
Der fliegende Teil eines Flugwindkraftwerks muss leicht gebaut werden. Um dies zu ermöglichen, sind neben der Wahl von textilen und flexiblen Baustoffen auch Konstruktionen vorteilhaft, die das Material möglichst nur auf Zug und Druck belasten, jedoch möglichst kaum Scherkräfte bzw. Momente erzeugen, da letztere Bauweisen erfordern, die schwerer sind.
Momente können durch Seilabspannungen, wie dies etwa bei Drachen genutzt wird, nahezu vollständig vermieden werden. Abspannungen erhöhen jedoch den Luftwiderstand. Besonders wenn durch schnellen Flug die Leistungsausbeute erhöht werden soll, ist ein geringer Luftwiderstand bei hohem Auftrieb, also eine hohe Gleitzahl erstrebenswert. Daher besteht eine konstruktive Herausforderung darin, die Tragfläche stabil, leicht und trotzdem aerodynamisch zu gestalten. Dafür können aufblasbare Strukturen mit innenliegenden Kammern oder Seilabspannungen verwandt werden.
Allerdings sind selbst mit handelsüblichen Surfdrachen beachtliche Leistungen von 30 beziehungsweise 40 kW errechnet worden.

### Steuerung und Kontrolle
Die autonome Steuerung der Flugwindkraftwerke sowie die Tatsache, dass diese im Gegensatz zu konventionellen Windkraftwerken frei im Raum fliegen, stellt eine der zentralen Herausforderungen bei der Entwicklung von Flugwindkraftwerken dar. Bisherige Entwicklungen sind primär an dieser Problematik gescheitert. Vielfältige Sensoren zur Messung möglichst vieler Parameter (Windgeschwindigkeit und Richtung, Lage, Geschwindigkeit relativ und absolut, Bewegungsrichtung, Seilspannung, Vibrationen etc.) müssen an einen Autopiloten weitergeleitet werden, der dann über eine Steuerungssoftware die richtigen Lenkmanöver durchführt. Die Software muss so beschaffen sein, dass sie einen möglichst sicheren Flug ermöglicht und dabei eine möglichst große Energieproduktion fördert. Dabei stellen plötzliche und unvorhergesehene Änderungen der Windgeschwindigkeit und -richtung ein besonderes Problem dar. Herausforderungen bestehen auch in der Start- und Landephase, wozu eine gänzlich unterschiedliche Flugbewegung zum Normalbetrieb erforderlich ist.
Fehlende Möglichkeiten im Bereich der Sensorik und Rechnerkapazitäten stellten in früherer Zeit eines der größten Hindernisse beim Bau von Flugwindkraftwerken dar. In den letzten Jahren wurden in diesem Bereich jedoch vielfältige Fortschritte erzielt.
Die eigentliche Flugsteuerung erfolgt dabei entweder wie bei einem Flugzeug durch verschiedene am Flugwindkraftwerk angebrachte (Höhen-, Seiten-, Quer-) Ruder, oder entsprechend der Steuerung bei Lenkdrachen durch die Verkürzung der Lenkschnüre und -seile und damit durch eine veränderte Anstellung der Tragfläche. Bei letzterer Variante können entweder jeweils alle Steuerseile von der Tragfläche zur Bodenstation geführt werden, wobei dann bei entsprechender Seillänge mit erhöhtem Luftwiderstand und mit verzögertem Ansprechen und weniger präzisen Lenkanweisungen zu rechnen ist. Als Alternative bietet sich an, die Lenkseile an einem Lenkmodul unterhalb der Tragfläche zusammenzuführen. Die weitere Verbindung zur Bodenstation würde dann über ein einziges Seil erfolgen. Das Lenkmodul müsste dann aber zur Ausführung der Lenkbewegungen über eine Energiequelle verfügen. Diese müsste etwa über Akkumulatoren, ein in das Seil eingebautes Stromkabel oder durch kleine Windturbinen an dem Tragflügel, die den Arbeitsstrom erzeugen, erfolgen.

### Stromerzeugung
Grundsätzlich kann die Stromerzeugung in der Luft oder an der Bodenstation erfolgen.

#### Stromerzeugung am Boden
Bei der Stromerzeugung am Boden befindet sich der Generator in der Bodenstation. Die Energie wird mechanisch, zumeist über Seile, von dem Tragflügel zur Bodenstation übertragen.
Die am meisten favorisierte Variante ist dabei die sogenannte Jo-Jo-Konfiguration. Dabei treibt das Halteseil an der Bodenstation über eine Seiltrommel einen Generator an, während das Seil abgespult wird. Sobald die Endposition erreicht ist, wird das Seil mit Motorkraft wieder eingeholt. Dabei wird der Tragflügel so gestellt, dass er einen möglichst geringen Luftwiderstand aufweist und somit nur wenig Zeit und Energie zum Einholen des Seils benötigt wird. Dann beginnt der Zyklus von vorne. Dabei kann eine positive Energiebilanz entstehen, d. h., es wird mehr elektrische Energie in das Stromnetz eingespeist als verbraucht wird.
Die Vorteile der Stromerzeugung am Boden sind das potentiell geringere Gewicht sowie die potentiell geringere Komplexität und Kosten des Tragflügels. Die Nachteile sind in der für die Tragfläche benötigten Energieversorgung sowie der fehlenden Möglichkeit des autonomen Starts und der Landung nach Hubschrauberprinzip zu sehen.

#### Stromerzeugung in der Luft
Zur Stromerzeugung in der Luft müssen zusätzlich zu Rotor und Halteseil schwere Generatoren und gegebenenfalls Getriebe getragen werden. Bei Schwerer-als-Luft-Konstruktionen durchströmt der Wind die Rotorebene schräg, sodass ein Teil der Windlast den Auftrieb bewirkt. Die Stromableitung zur Bodenstation kann über in das Seil eingearbeitete Leiter erfolgen. Bei Start und Landung werden die Generatoren als Motor genutzt.
Ein von der Firma Skywindpower verfolgtes Konzept ähnelt einer stationär über einer Stelle fliegenden herkömmlichen WKA. Die Verbindung vier gegenläufiger Rotoren durch einen Rahmen wie bei einem Quadrocopter erlaubt die Kontrolle über die Neigung und den Momentausgleich.
Das Unternehmen X setzt mit dem Projekt Makani auf das Cross-Wind-Prinzip mit angeseilten Fluggeräten. Man kann die sich schneller als der Wind quer zum Wind bewegende Tragfläche als ein aerodynamisches Getriebe auffassen. Dabei ist der Vortrieb entsprechend kleiner als der Auftrieb und wird von kleinen, wie Flugzeugpropeller senkrecht zur Tragfläche angeordneten Rotoren zur Stromerzeugung genutzt. Deren hohe Drehzahl erlaubt selbst ohne weitere mechanische Übersetzung kleine, leichte Generatoren.

## Herausforderungen bei Entwicklung und Betrieb

### Luftraumnutzung und Kollisionsgefahren mit Luftfahrzeugen
Im Luftraum oberhalb von 100 Metern Höhe besteht Konkurrenz und Kollisionsgefahr mit Luftfahrzeugen, bis zu 1000 Metern vor allem mit der Privatfliegerei. Um deren Sicherheit zu gewährleisten, müssten über dem Standort von Flugwindkraftwerken Flugverbotszonen eingerichtet werden, wie jetzt schon über Kernkraftwerken und manchen anderen bebauten Gebieten.

### Blitzschlag und Vereisung
Seil, Kabel und elektrische Anlagen müssen für den Blitzschutz ausgelegt sein.
In großen Höhen besteht häufiger die Gefahr der Vereisung. Selbst Rotorblätter bei konventionellen Anlagen werden hierzu erforderlichenfalls geheizt.

### Abstürze
Wegen der komplexen Steuerung von Flugwindkraftwerken und der potenziell gravierenden Folgen von Abstürzen, ist im Zulassungsverfahren damit zu rechnen. Makani ging von Offshore-Standorten aus.

## Geschichte, Projekte und Entwicklung
Etwa seit der Jahrtausendwende gab es Interesse an Stromerzeugung aus dem Höhenwind. Durch Entwicklungen im Bereich von Sensoren, Materialien, computergesteuerten Autopiloten etc. erschien der Bau und Betrieb von Flugwindkraftwerken realisierbar. Universitäre Forschungsgruppen und außeruniversitäre Start-ups beschäftigen sich seitdem mit der Entwicklung von Flugwindkraftwerken, teilweise auch von externen Geldgebern unterstützt.
Neben vielen Patenten und Publikationen in diesem Bereich werden ab 2009 auch jährliche internationale Konferenzen zu Flugwindkraftwerken abgehalten; beispielsweise an der Universität Freiburg, Institut für Mikrosystemtechnik der technischen Fakultät, Anfang Oktober 2017.
Im Jahr 2001 wurde die Firma SkySails gegründet. Im Dezember 2021 nahm sie die Pilotanlage SKS PN-14 mit einer Nennleistung von 100 kW in Betrieb.
Makani wurde 2006 gegründet und war seit 2013 als gefördertes Projekt bei Google X gelistet. 2007 hatte die Firma Makani beispielsweise ca. 30 Millionen USD von einer Tochtergesellschaft des Google-Konzerns zur Entwicklung eines Flugwindkraftwerkes erhalten, Das Makani-Drachen-Energiesystem verwendete autonome angebundene Flügel, die auf einer Kreisbahn fliegen. Der Strom wurde mit Windturbinen erzeugt, die am Hauptflügel montiert sind. 
Die NASA erforscht seit 2010 die Möglichkeit fliegender Windenergieanlagen.
Die europäischen Entwicklungen, wie die brandenburgische EnerKíte, die ebenfalls brandenburgische Firma NTS, die Firma SkySails aus Hamburg, die Universität von Delft in den Niederlanden und die italienische Firma Kitegen befassen sich mit Lenkdrachen, welche am Boden befindliche Generatoren antreiben. EnerKíte hat seit März 2012 mit einer mobilen 30-kW-Flugwindkraftanlage Erfahrung gesammelt, mehrere hundert Betriebsstunden, und möchte 2022 den ersten 100-kW-Serienprototypen fertigstellen, Nennbetriebshöhe 200 m.
Ein weiteres, ebenfalls einem Lenkdrachen ähnliches Konzept, wurde von der kalifornischen Firma Joby Energy entwickelt. Diese Entwicklungen setzt die ebenfalls aus Kalifornien stammende Firma Makani fort und präsentierte ein 30-kW-System mit einem propellierten, 8 Meter weiten Flügel; hier wird die Energie durch Windgeneratoren am Flügel in der Luft gewandelt und mit Hochspannung durch ein Seil konstanter Länge zum Boden geleitet. Dem folgte ab 2014 ein Prototyp mit 26 Metern Spannweite und 600 kW Leistung, das mit Hilfe von Shell zur Versorgung von Offshore-Plattformen entwickelt werden sollte und das 2019 bei seinem ersten Test bei der Insel Karmøy, Norwegen, abstürzte.
Anfang 2020 hat der Google-Mutterkonzern Alphabet bekannt gegeben, das Projekt Makani zu beenden, da kein nachhaltiges Geschäftsmodell absehbar sei. Die Unsicherheiten und Risiken seien zu hoch und der potenzielle Vorteil gegenüber klassischen Windkraftanlagen durch deren Weiterentwicklung zu sehr geschrumpft:

„We were flying crosswind. We were doing it autonomously without human intervention. In the decade we'd spent honing our technology, wind turbines had improved to the point where kites were no longer a cheaper source of power on land.“

### Videos
- Strom aus den Wolken: Lenkdrache als Kraftwerk, EmpaChannel, 2013 auf YouTube
- Winddrachen erzeugen Ökostrom in großen Höhen, ZEITONLINE & Enerkite GmbH, 2013 auf YouTube
- Strom aus Lenkdrachen - FUTUREMAG - ARTE, 2014 auf YouTube
- Moritz Diehl - Höhenwindenergie aus Freiburg - Uni Freiburg, 2016 auf YouTube
- SkySails Power Video (German Version), SkySails Power, 2017 auf YouTube
- Der Traum vom fliegenden Kraftwerk, DW Deutsch, 2018 auf YouTube
- Drachenkraftwerke - Fliegende Windkraftanlagen in über 300 Meter Höhe!, Breaking Lab, 2019 auf YouTube
- Pulling Power from the Sky: The Story of Makani, Makani, 2020 auf YouTube